# Chamobates interpositus
Chamobates interpositus är en kvalsterart som beskrevs av Pschorn-Walcher 1953. Chamobates interpositus ingår i släktet Chamobates och familjen Chamobatidae. Inga underarter finns listade i Catalogue of Life.